# Vincent Scotto
Vincent Scotto (Marsella, el 21 d'abril de 1874 - París, el 15 de novembre de 1952) va ser un compositor francès, autor de més de 4.000 cançons i 60 operetes.

## Operetes
- 1919. Charlot de La Chapelle
- 1919. Hello !! Charley
- 1920. L'Amour qui rode
- 1922. Zozo
- 1924. La Princesse du Moulin Rouge
- 1932. Au pays du soleil
- 1933. Pauline
- 1933. Trois de la marine
- 1934. L'Aventure de Céline
- 1934. Zou ! Le midi bouge
- 1936. Un de la Canebière
- 1937. Ceux de la légion
- 1937. Les Gangsters du Château d'If
- 1938. Le Roi des galéjeurs